# Jacques Syreigeol
Jacques Syreigeol, né le 15 juin 1935 à Oran en Algérie et mort le 25 mars 1992 à La Roche-sur-Yon en France, est un écrivain français de roman noir.

## Biographie
Il fait des études de médecine, psychologie et une spécialisation en psychiatrie. Lors de leur création, il travaille dans les instituts médicaux éducatifs. En 1979, il se spécialise en acupuncture et prend la direction de l'école européenne d'acupuncture. 
Il commence à écrire en 1985 et, après une rencontre avec Jean-Bernard Pouy, il propose son premier roman, Vendetta en Vendée, à la Série noire qui le publie en 1990.
Dans ce roman, Marc Martin habite en Vendée avec sa famille. Après avoir pris une jeune fille en stop, il est accusé de viol. S'il arrive à démontrer son innocence après plusieurs semaines de prison, sa famille en a profité pour dilapider tous ses biens. Dès lors, il ne pense qu'à se venger. Son deuxième roman, Une mort dans le djebel obtient le prix Mystère de la Critique en 1991. Dans son troisième et dernier roman noir, Miracle en Vendée, on retrouve des protagonistes des deux premiers. 
Selon Claude Mesplède, « Jacques Syreigeol débutait une œuvre à la tonalité singulière, interrompue par sa disparition prématurée ». Il meurt en mars 1992 des suites d'une opération chirurgicale.

## Œuvre

### Romans
- Vendetta en Vendée, Série noire no 2220, 1990
- Une mort dans le djebel, Série noire no 2242, 1990
- Miracle en Vendée, Série noire no 2260, 1991
- Boire et manger, Souris no 54, 1992

## Prix
- Prix Mystère de la critique 1991 pour Une mort dans le Djebel[3]

## Sources
- Claude Mesplède (dir.), Dictionnaire des littératures policières, vol. 2 : J - Z, Nantes, Joseph K, coll. « Temps noir », 2007, 1086 p. (ISBN 978-2-910-68645-1, OCLC 315873361), p. 849.
- Claude Mesplède, Les années "Série noire" bibliographie critique d'une collection policière, vol. 5 : 1982-1995, Amiens, Encrage, coll. « Travaux » (no 36), 2000.